# Dibrugarh (dystrykt)
Dhubri – jeden z dystryktów w indyjskim stanie Asam ze stolicą w mieście Dibrugarh. Dystrykt zajmuje powierzchnię 3381 km² i jest zamieszkiwany (według spisu z 2001 roku) przez 1 185 072 mieszkańców. Najliczniejszą grupę religijną wśród nich stanowią hindusi (1 075 878), a także muzułmanie (53 306 (4,5%)) oraz chrześcijanie (45 040).

## Geografia
Dystrykt Dibrugarh rozciąga się od 27° 5' 38" N do 27° 42' 30" N szerokości geograficznej oraz od 94° 33' 46" E do 95° 29' 8" E długości geograficznej. Graniczy na północy z dystryktem Dhemaji, dystryktem Tinuskia na wschodzie, dystryktem Tirap (w stanie Arunachal Pradesh) na południowym wschodzie oraz z dystryktem Sibsagar na północy i południowym zachodzie.
Powierzchnia dystryktu rozciąga się od północnego brzegu rzeki Brahmaputra, na długości 95 km aż do gór Patkaj na południu. Rzeka Burhi Dihing, jedno z większych dopływów Brahmaputry wraz z jej własną siecią dopływów tworzy rozległą sieć mokradeł przez cały dystrykt ze wschodu na zachód.

## Gospodarka
Herbata oraz ropa naftowa stanowią największe źródło dochodu w dystrykcie.
Większość ludności zajmuje się rolnictwem, a w szczególności uprawą ryżu, trzciny cukrowej oraz roślin strączkowych, i rybołówstwem.
Oprócz tego w dystrykcie istnieją przedsiębiorstwa zajmujące się przetwórstwem ropy naftowej oraz produkcją oleju.

## Języki
Wśród języków używanych w dystrykcie najczęstszymi są: assamski, angielski, hindi oraz bengalski.